# Edwin Sill Fussell
Edwin Sill Fussell, né le 4 juillet 1922 à Pasadena (Californie) et mort le 27 août 2002, à La Jolla (Californie), est professeur américain de littérature anglaise à l'Université de Californie à San Diego. Il est frère aîné de Paul Fussell.

## Jeunesse et études
Edwin Sill Fussell naît à Pasadena(Californie), aux États-Unis, et y grandit.  Son père, Paul Longstreth Fussell (15 janvier 1895 - 16 juillet 1973), est avocat d'affaires à Los Angeles au sein du cabinet O'Melveny & Myers. Sa mère, née Wilhma Wilson Sill dans l'Illinois le 21 août 1893 décède le 23 mars 1971. En 1943, Edwin Sill Fussell obtient sa licence (B.A.) du Pomona College.  Par la suite, il rejoint la marine américaine, servant à bord d'un destroyer sur le théâtre des opérations du Pacifique pendant la Seconde Guerre mondiale. Il obtient un doctorat de l'Université Harvard en 1949.

## Carrière
Edwin Sill Fussell enseigne d'abord à l'Université de Californie à Berkeley. Il refuse de signer un serment de loyauté, disposition imposée  préfigurant la loi californienne dite Levering Act, à l'époque de la « chasse aux communistes » du sénateur Joseph McCarthy au début des années 1950. Par son refus, il perd son poste de professeur. Edwin Sill Fussell retourne ensuite à son  alma mater, le Pomona College, où il enseigne la littérature américaine. Après avoir enseigné à la Claremont Graduate School, Fussell rejoint la faculté de l'UC San Diego. Il prend sa retraite en 1991. 

## Retraite
Au cours de sa retraite, Edwin Sill Fussell séjourne à Paris et à Rome. Il écrit encore, notamment sur Henry James, Chateaubriand et Balzac. Edwin Sill Fussell décède le 27 août 2002 à La Jolla, en Californie.

## Ouvrages
- Frontier:  American Literature and the American West  (« Frontière : la littérature américaine et l'Ouest américain »),1966[4]
- Lucifer in Harness:American Meter, Metaphor, and Diction (« Lucifer en harnais : mètre, métaphore et diction d'Amérique »),1973[5]
- The Catholic Side of Henry James (« Le côté catholique de Henry James »), 1994[6]